# Netherrealm Studios
Die NetherRealm Studios sind ein in Chicago, Illinois ansässiges Entwicklungsstudio für Computerspiele. Das Unternehmen ist Teil des amerikanischen Medienkonzerns Time Warner in dessen Geschäftseinheit Warner Bros. Interactive Entertainment und hauptverantwortlich für die Entwicklung der Computerspielreihe Mortal Kombat. Die NetherRealm Studios gingen 2010 aus Midway Games hervor, das 2009 nach Insolvenz von Warner übernommen wurde.

## Geschichte
Netherrealm Studios ging aus dem zentralen Entwicklungsstudio des ehemaligen amerikanischen Spieleherstellers Midway Games hervor. Unter der kreativen Leitung von Ed Boon und John Tobias entstand 1992 die Kampfspielreihe Mortal Kombat als Konkurrenzprodukt zum erfolgreichen Capcom-Titel Street Fighter II. Sie entwickelte sich zu einer der Hauptmarken Midways, für deren Weiterentwicklung das Studio hauptverantwortlich blieb. Als es 2009 zur Insolvenz Midways kam, galten das Studio und die Marke Mortal Kombat als einer der wertvollsten Unternehmenswerte. Es wurde im Juli 2009 durch Time Warner übernommen und firmierte zwischenzeitlich unter dem Namen WB Games Chicago. Mit der Ankündigung des Spiels Mortal Kombat im Jahr 2010 wurde die Umbenennung in NetherRealm Studios bekannt gegeben. Der Name bezieht sich auf einen Schauplatz der Mortal-Kombat-Reihe. Die Leitung des Studios liegt bei Ed Boon.

## Veröffentlichungen

### Als Midway Games
- 1992: Mortal Kombat (Arcade)
- 1993: Mortal Kombat II  (Arcade)
- 1995: Mortal Kombat 3  (Arcade)
- 1995: Ultimate Mortal Kombat 3  (Arcade)
- 1996: Mortal Kombat Trilogy (PS1, N64, Saturn)
- 1997: Mortal Kombat 4 (Arcade)
- 1997: Mortal Kombat Mythologies: Sub-Zero (PS1, N64)
- 2000: Mortal Kombat: Special Forces (PS1)
- 2002: Mortal Kombat: Deadly Alliance (PS2, GCN, Xbox)
- 2003: Mortal Kombat: Tournament Edition (GBA)
- 2004: Mortal Kombat: Deception (PS2, GCN, Xbox)
- 2005: Mortal Kombat: Shaolin Monks (PS2, Xbox)
- 2006: Mortal Kombat: Armageddon (PS2, Xbox)
- 2008: Mortal Kombat vs. DC Universe (PS3, X360)

### Als NetherRealm Studios
Konsolen- und PC-Spiele
- 2011: Mortal Kombat (PS3, PS Vita, Windows, X360)
- 2013: Injustice: Götter unter uns (PS3, PS4, PS Vita, Wii U, Windows, X360)
- 2015: Mortal Kombat X (PS4, Xbox One, Windows)
- 2017: Injustice 2 (PS4, Xbox One)
- 2019: Mortal Kombat 11 (PS4, Xbox One, Windows, Switch)

Mobile Apps
- 2011: Batman: Arkham City Lockdown (Android, iOS)
- 2013: Injustice: Gods Among Us (Android, iOS)
- 2013: Batman: Arkham Origins (Android, iOS)
- 2015: WWE Immortals (Android, iOS)
- 2015: Mortal Kombat X (Android, iOS)
- 2017: Injustice 2 (Android, iOS)